# Finedon
Finedon is een civil parish in het bestuurlijke gebied Wellingborough, in het Engelse graafschap Northamptonshire met 4309 inwoners.